# 河原成美
河原 成美（かわはら しげみ、1952年12月18日 - ）は、日本の実業家。株式会社力の源ホールディングス創業者・代表取締役社長。元一般社団法人日本ラーメン協会副理事長。

## 人物・来歴
福岡県三潴郡城島町（現久留米市）生まれ。父は元福岡県立修猷館高等学校美術科教諭。1976年九州産業大学商学部卒業。前進座に所属して役者を目指したが断念し、ユニードに入社するが、商品を横流して逮捕される。
執行猶予中に会社勤めはできず、兄にパブを経営することを勧められ、1979年アフター・ザ・レイン開業。1985年博多一風堂開業。1986年力の源カンパニー設立。1994年力の源カンパニー代表取締役。2009年渡辺製麺代表取締役。2013年CHIKARANOMOTOGLOBALHOLDINGSPTE.LTD.Managing Director。
2014年力の源ホールディングス代表取締役会長兼CEO。2016年渡辺製麺代表取締役会長兼社長。2018年力の源ホールディングス代表取締役会長兼社長。2019年力の源カンパニー代表取締役社長。日本ラーメン協会副理事長も務めた。

## テレビ出演
- TVチャンピオン　ラーメン職人選手権（3年連続チャンピオン - 1997～2000年）[2][8]
- 日経スペシャル カンブリア宮殿 「店は舞台だ！ ～ラーメン界のカリスマが明かす集客の極意～」（2009年4月13日、テレビ東京）[8]

## 書籍

### 著書
- 『ラーメン界のすべてを知る男 博多一風堂・河原成美が選ぶうまかラーメン115軒 これを食わんでラーメンが語れるか！』（2001年10月30日、角川書店）ISBN 9784048836869
- 『一風堂の秘密 ラーメン職人河原成美が明かす繁盛店のつくり方』（2001年12月5日、経済界）ISBN 9784766782356
- 『一風堂 五輪書 自分が主人公として生きる河原流人生の極意』（2004年3月5日、致知出版社）ISBN 9784884746735
- 『一風堂 心得帖』（2006年11月20日、力の源カンパニー）
- 『「一風堂」ドラゴン中国マーケットに挑む！ 中国に進出した外食企業は何をつかんだのか』（2007年1月25日、柴田書店）ISBN 9784388153114
- 『一風堂魂』（2010年10月1日、潮出版社）ISBN 9784267018589
- 『あなたの店をつぶさない法則』（2012年6月25日、PHP研究所）ISBN 9784569800431
- 『「7つの習慣」と「一風堂」』（著者:河原成美、監修:フランクリン・コヴィー・ジャパン）（2016年6月1日、PHP研究所）ISBN 9784569831060

### 関連書籍
- 『博多一風堂・河原成美 凡人が天才に勝つ方法』（著者:会津泰成）（2011年4月2日、集英社）ISBN 9784087805994